# Le chant du rossignol
Le chant du rossignol è un poema sinfonico in tre parti scritto da Igor' Fëdorovič Stravinskij nel 1917 e tratto dalla sua precedente opera Le rossignol composta fra il 1908 e il 1914. Sergej Djagilev nel 1920 convinse il musicista a riadattare questo poema sinfonico per un balletto che andò in scena con la coreografia di Léonide Massine e le scene di Henri Matisse.

## Il poema sinfonico
Dopo l'esecuzione in sede di concerto de La sagra della primavera avvenuta nel 1914, Stravinskij si rese conto che la sua musica, privata delle distrazioni del palcoscenico, si adattava meglio all'esecuzione esclusivamente orchestrale e diventava più facilmente comprensibile per l'uditorio; inoltre la musica era così svincolata da tutti quegli elementi "estranei" alla sua essenza che potevano costringerla a dipendere da essi.
A causa della discontinuità stilistica de Le rossignol, scritta in periodi differenti, Stravinskij utilizzò soltanto brani dal secondo e terzo atto, mentre dal primo prese solo il Canto del pescatore. Il poema inizia con una breve Introduzione dall'andamento quieto che richiama a tratti la musica di Debussy in Nuages, segue la descrizione di una Festa nel palazzo dell'Imperatore con una Marche chinoise che segnala l'entrata del vecchio monarca. Il secondo quadro, Chant du rossignol, si apre con trilli e gorgheggi orchestrali che introducono l'apparire dell'usignolo col suo canto melodioso che verrà ben presto messo da parte dalla novità dell'usignolo meccanico. La terza parte, Jeu du rossignol mécanique, descrive la malattia dell'imperatore e la guarigione miracolosa dovuta al canto dell'usignolo che riesce ad allontanare la morte e mettere da parte l'uccellino meccanico diventato ormai muto. Stravinskij si avvalse per questo adattamento di un'orchestra di dimensioni normali, ma la trattò come fosse un'orchestra da camera poiché diede molto spazio all'aspetto concertante dei vari strumenti sia come solisti, sia come gruppi strumentali; questa realizzazione era studiata proprio per la tipologia della musica ricca di cadenze e di vocalizzi.
La prima esecuzione avvenne a Ginevra il 6 dicembre 1919 con l'Orchestre de la Suisse Romande diretta da Ernest Ansermet.

## Il balletto
Djagilev aveva già messo in scena l'opera Le rossignol il 26 maggio 1914 con le scene di Alexandre Benois; la realizzazione comprendeva già delle piccole parti danzate che, però, non riscossero molti apprezzamenti. Quando Stravinskij gli concesse la possibilità di realizzare un vero balletto con la sua musica, l'impresario si mise immediatamente all'opera commissionando inizialmente l'allestimento scenico a Fortunato Depero, ma le idee del pittore futurista sembrarono troppo geometriche e stravaganti e i ballerini avevano difficoltà a muoversi indossando dei costumi decisamente ingombranti; il lavoro fu allora affidato a Henri Matisse che creò delle scene dalle linee semplici ma raffinate basate sui colori bianco, turchese e giallo, mentre diede sfogo alla sua creatività nella ricchezza e bellezza dei costumi. La coreografia realizzata da Massine risultò essere difficilmente comprensibile e poiché fece eseguire ai danzatori molti passi in controtempo, diede al pubblico l'impressione di una esecuzione sbagliata, eseguita senza rispettare la musica.
Il balletto andò in scena a Parigi all'Opéra il 22 febbraio 1920 con la compagnia dei Balletti Russi; interpreti principali furono Tamara Karsavina nel ruolo dell'Usignolo, Stanislas Idzikowski in quello dell'Usignolo meccanico e Lydia Sokolova che interpretò la Morte.

### Altre coreografie
Nel 1925 Djagilev decise di mettere in scena una riedizione del balletto e affidò la coreografia a George Balanchine, intuendo le potenzialità del ballerino che realizzò così la prima di molte importanti collaborazioni con i Balletti Russi.
Le scene e i costumi erano ancora quelli di Matisse e la prima ebbe luogo al Théâtre de la Gaîté Lyrique a Parigi il 17 giugno 1925 con interprete principale Alicia Markova.
John Cranko mise in scena una sua versione a Monaco di Baviera nel 1968. John Taras realizzò la sua coreografia de Le chant du rossignol nel 1972 con il New York City Ballet.

## Organico orchestrale
Due flauti, due oboi (2° anche corno inglese), due clarinetti, due fagotti, quattro corni, tre trombe, tre tromboni, basso tuba, timpani, triangolo, tamburo militare, tamburello basco, grancassa, tam-tam, celesta, pianoforte, due arpe, archi